# Нарсімхрао Діветія
Нарсімхрао Діветія (*નરસિંહરાવ ભોળાનાથ દિવેટિયા, 3 вересня 1859 —14 січня 1937) — індійський поет, письменник мовою гуджараті, перекладач, літературний критик.

## Життєпис
Народився у Ахмадабаді у 1859 році. Тут здобув початкову та середню освіту. У 1880 році поступив до Елфінстонового коледжу (частина Бомбейського університету), по закінченню якого у 1884 році отримав ступінь бакалавра гуманітарних наук. Того ж року вступив на державну службу як помічник збирача боргів (за рішенням суду). Згодом перейшов на ту саму посаду в Хайдарабаді (Сінд). У 1912 році йде у відставку та повертається до рідного міста.
У 1915 році у Сураті обирається президентом Гуджарат Сахітья Парішад (Гуджаратська літературна рада). На цій посаді перебував до 1920 року. У 1924 році обирається членом Бомбейської філії Королівського азійського товариства. У 1921—1935 роках як професор викладав у Елфінстновому коледжі. У 1935 році повернувся до Ахмадабада, де й помер у 1937 році.

## Творчість
У доробку Діветії є соціальні романи, переклади пуран на мову гуджараті, літературні біографії сучасників.
Найбільшу популярність він здобув як поет-лірик, автор віршів про природу. Найвідомішими є збірки «Квіткова гірлянда», «Лютня серця».